# Silves (Portugal)
Pour les articles homonymes, voir Silves.
Silves est une ville et une municipalité portugaise situé dans le district de Faro.

## Toponymie
La ville romaine s'appelait Silbis ou Cilpes. Les arabes l'ont appelée Xelb.

## Géographie
Silves est limitrophe :
- au nord, de Ourique,
- au nord-est, de Almodôvar,
- à l'est, de Loulé,
- au sud-est, de Albufeira,
- au sud-ouest, de Lagoa,
- à l'ouest, de Portimão et Monchique,
- au nord-ouest, de Odemira.

Silves a également au sud une petite ouverture sur l'océan Atlantique.

## Histoire
Silves a été initialement habitée par des peuples indo-européens comme les Celtes et plus tard a été établie comme base de commerce phénicienne. Cette colonie devient en grandissant la ville romaine de Silbis. Elle est ensuite la capitale du petit royaume musulman d'Algarve, avec au XIIe siècle un château, un port, des chantiers navals et un commerce bien établi avec les ports de Méditerranée et d'Afrique. C'était aussi à l'époque un foyer culturel et artistique important lié à l'Andalousie et à l'Afrique du Nord et connu pour ses poètes et ses sages. Elle a été reconquise par Sanche Ier de Portugal et les croisés venant de l'Angleterre. Cette reconquête a duré trois mois en 1189, elle est défendue victorieusement en 1190 mais finalement reprise en 1191 par les Almohades sous le règne du calife Abu Yusuf Yaqub al-Mansur. La ville est définitivement rattachée au Portugal avec l'Algarve en 1242, sous l'action de Dom Paio Peres Correia, Grand-Maître de l'Ordre de Santiago. Le tremblement de terre de 1755 a détruit une grande partie de l'architecture maure .
Elle fut pendant très longtemps un port important avant de décliner avec le lent ensablement du fleuve Arade.

## Démographie
| 1801   | 1849   | 1900   | 1930   | 1960   | 1981   | 1991   | 2001   | 2011   |
| ------ | ------ | ------ | ------ | ------ | ------ | ------ | ------ | ------ |
| 10 509 | 15 509 | 29 598 | 34 461 | 33 368 | 31 389 | 32 924 | 33 830 | 37 126 |

## Subdivisions
La municipalité de Silves groupe 8 freguesias :
- Alcantarilha
- Algoz
- Armação de Pêra
- Pêra
- São Bartolomeu de Messines
- São Marcos da Serra
- Silves
- Tunes

## Patrimoine

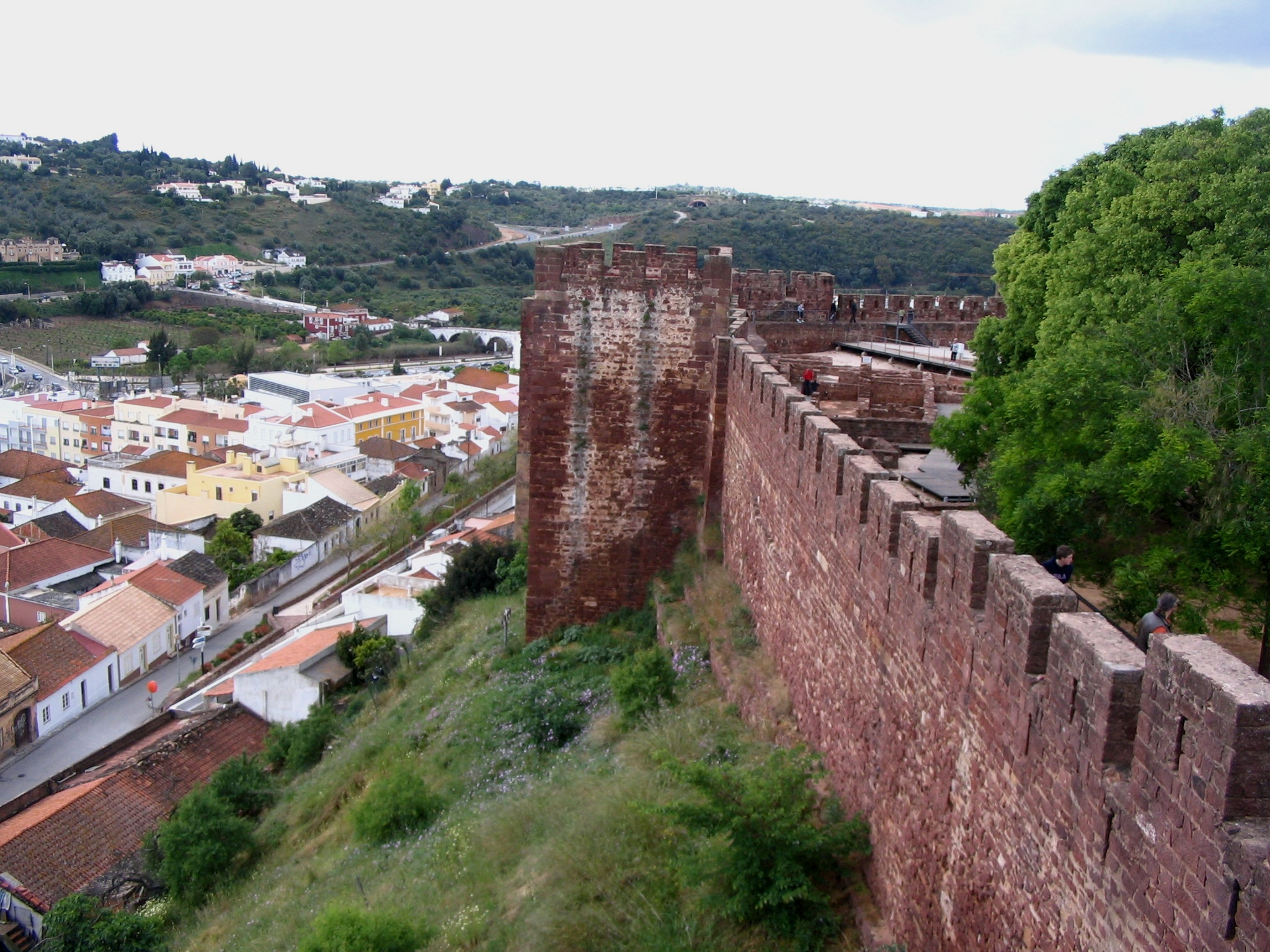
Remparts de la forteresse Silves

### Forteresse de Silves
La forteresse de Silves, Castelo de Silves, dite aussi château Al Hamra (le rouge), est constituée d'une enceinte crénelée, en grès rouge, occupant une surface de 1,2 hectare.

Construite d'abord par les Romains et les Wisigoths et plus tard par les Maures entre le VIIIe siècle et le Xe siècle, la forteresse a subi les aléas des diverses conquêtes et reconquêtes. Elle a été étendue au XVe siècle. Les bâtiments ont été fortement endommagés par le tremblement de terre de 1755. Elle a été restaurée en 1835. Sa grande citerne à eau voûtée fut utilisée par la ville jusque dans les années 90. Il s'y tient une fête de la bière en juillet.

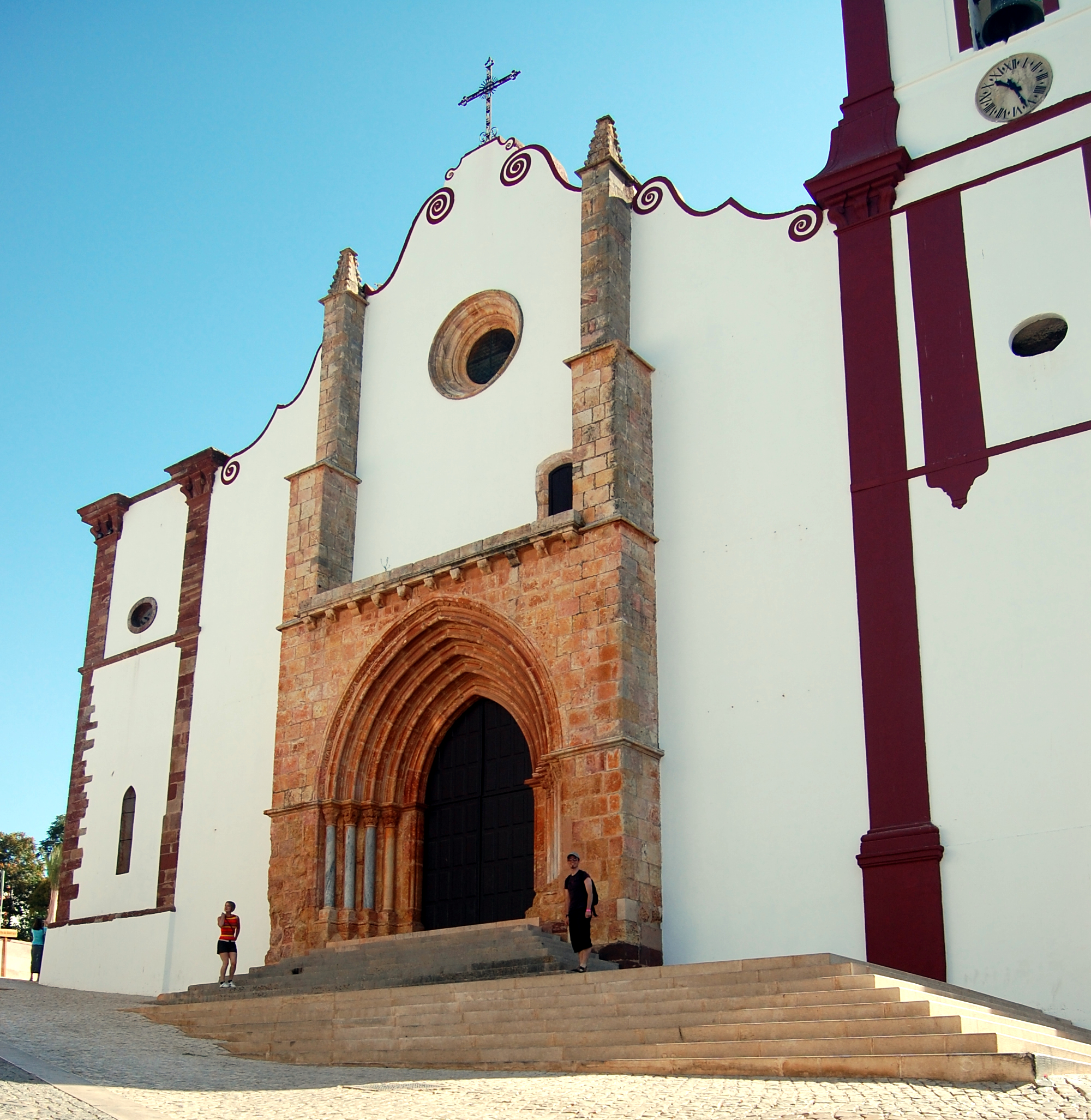
façade de la cathédrale

### Cathédrale
La construction de la cathédrale de Silves, Sé de Silves, a commencé au XIIIe siècle sur le site de la mosquée . Elle a été transformée au XVe siècle dans le style gothique, et a été reconstruite après le tremblement de terre de 1755 dans le style baroque. Du style gothique, il reste l'entrée, les colonnes de granit rose, les voûtes et les gargouilles.

Elle a un plan de croix latine avec une nef haute de 18 mètres.

Le roi Jean II de Portugal a été enterré dans la cathédrale en 1495.

### Croix de pèlerinage
Sur la route quittant la ville par le nord-est se trouve une Croix du Portugal du XVIe siècle, autrefois érigées en nombres comme signalisation de pèlerinage. Celle-ci est une des rares ayant survécu, et est considérée comme l'une des plus belles croix du Portugal.

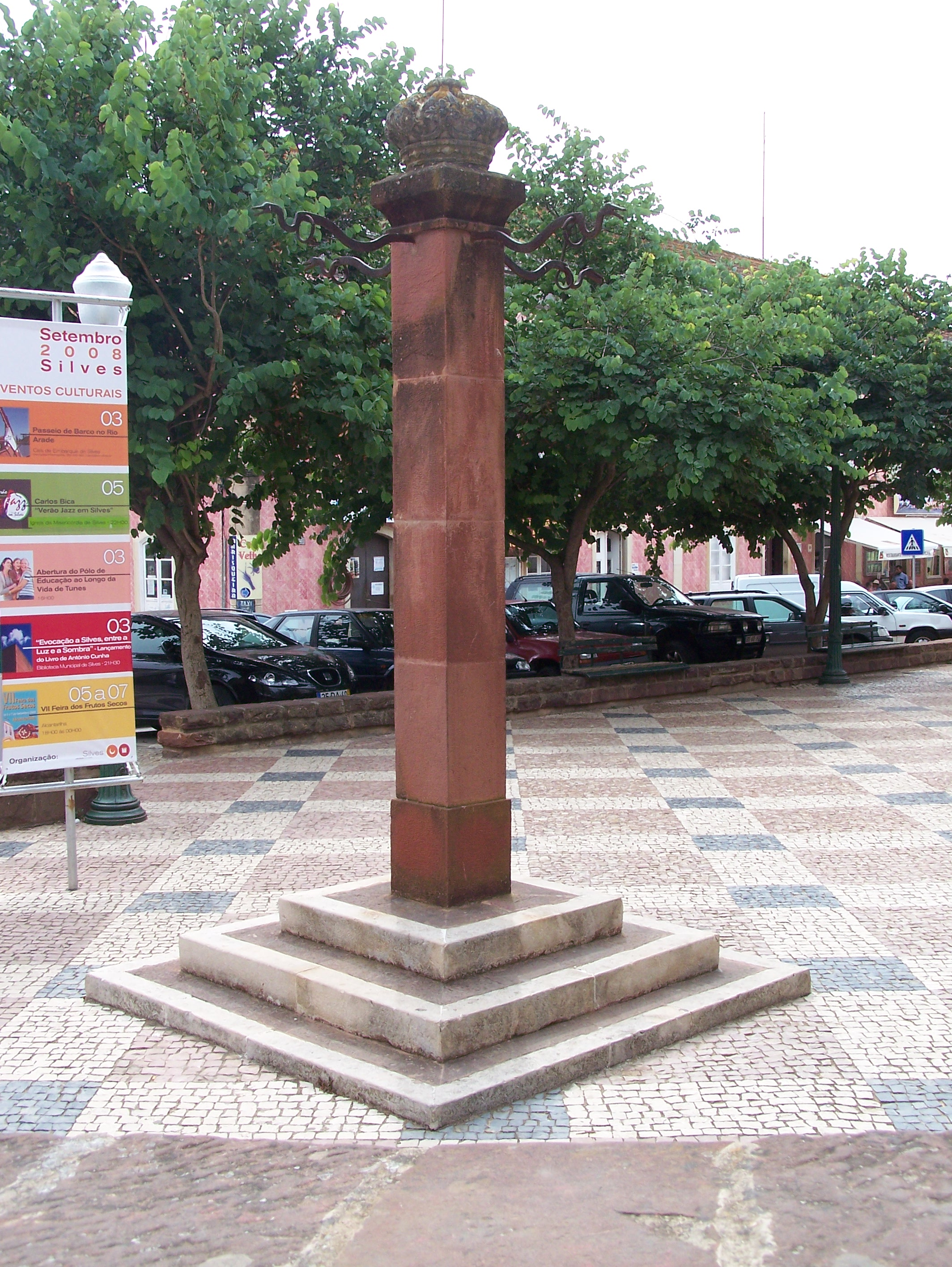
Pilori

### Pilori
La place principale, Praça do Município, est entourée de la mairie et de cafés et exhibe le seul pilori ancien en Algarve, restauré à partir de ruines du XVIe siècle.

### Autres points d'intérêt
- Le musée municipal d'archéologie expose des traces d'occupation remontant à la Préhistoire, y compris de céramiques mauresques. Au dernier étage un accès à une section de mur d'enceinte restaurée donne vue sur le vieux centre-ville (almedina).

- Une usine de liège en bord de rivière a été transformée en unités touristiques (restaurants, musique et ouvrages d'eau) et contient un musée du liège, denrée d'exportation majeure du Portugal.

- La nécropole de Carrasqueira.
- La nécropole de Forneca.
- La nécropole de Pedreirinha.
- L'alignement de Vilarinha.

## Culture

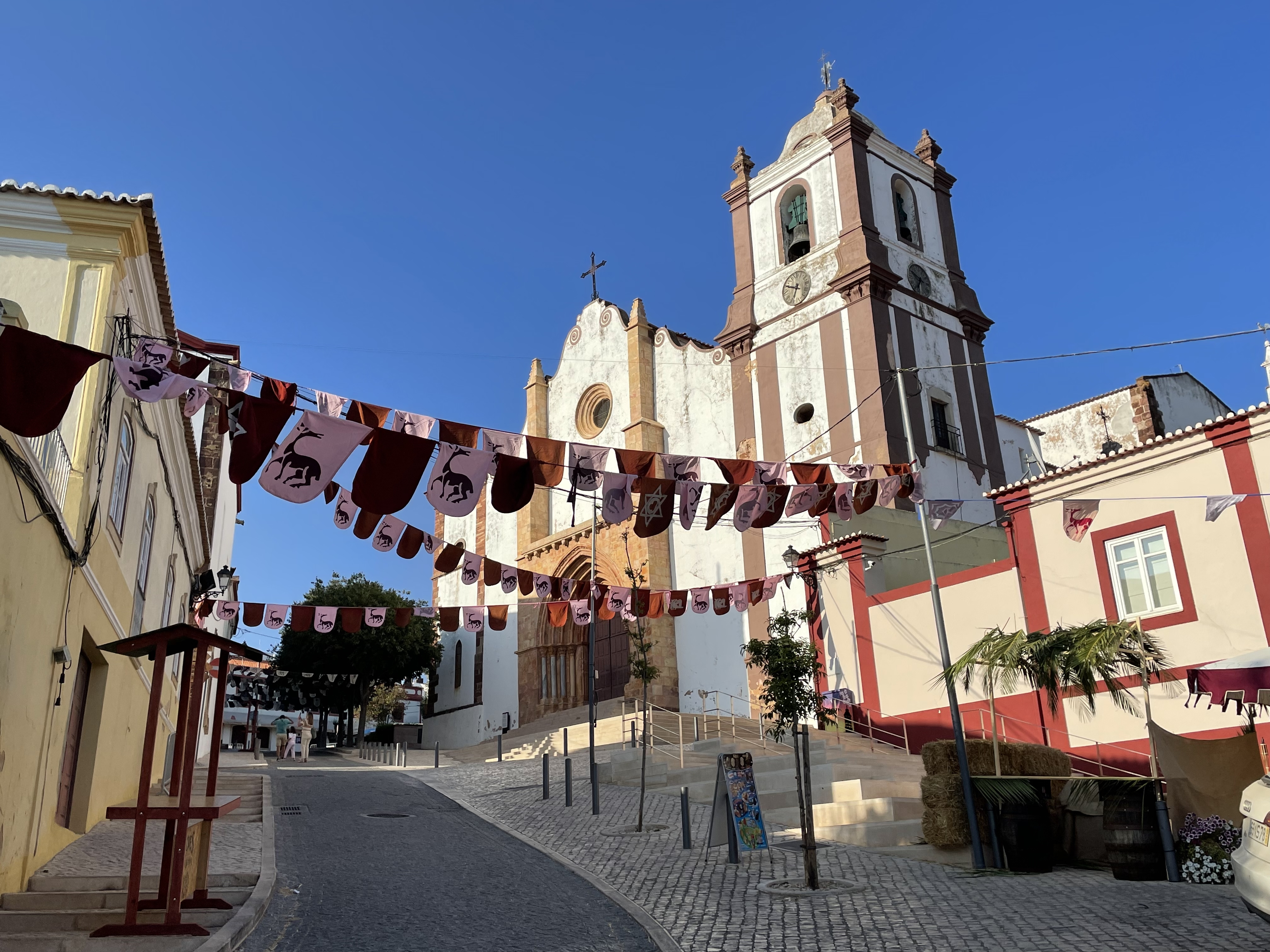
Rue de Silves décorée pendant les fêtes médiévales

Des fêtes médiévales sont organisées chaque année à Silves, pour célébrer l'histoire de la ville et son héritage maure. Des danseurs, charmeurs de serpents, jongleurs, acrobates, animent les rues de la ville en tenues traditionnelles.

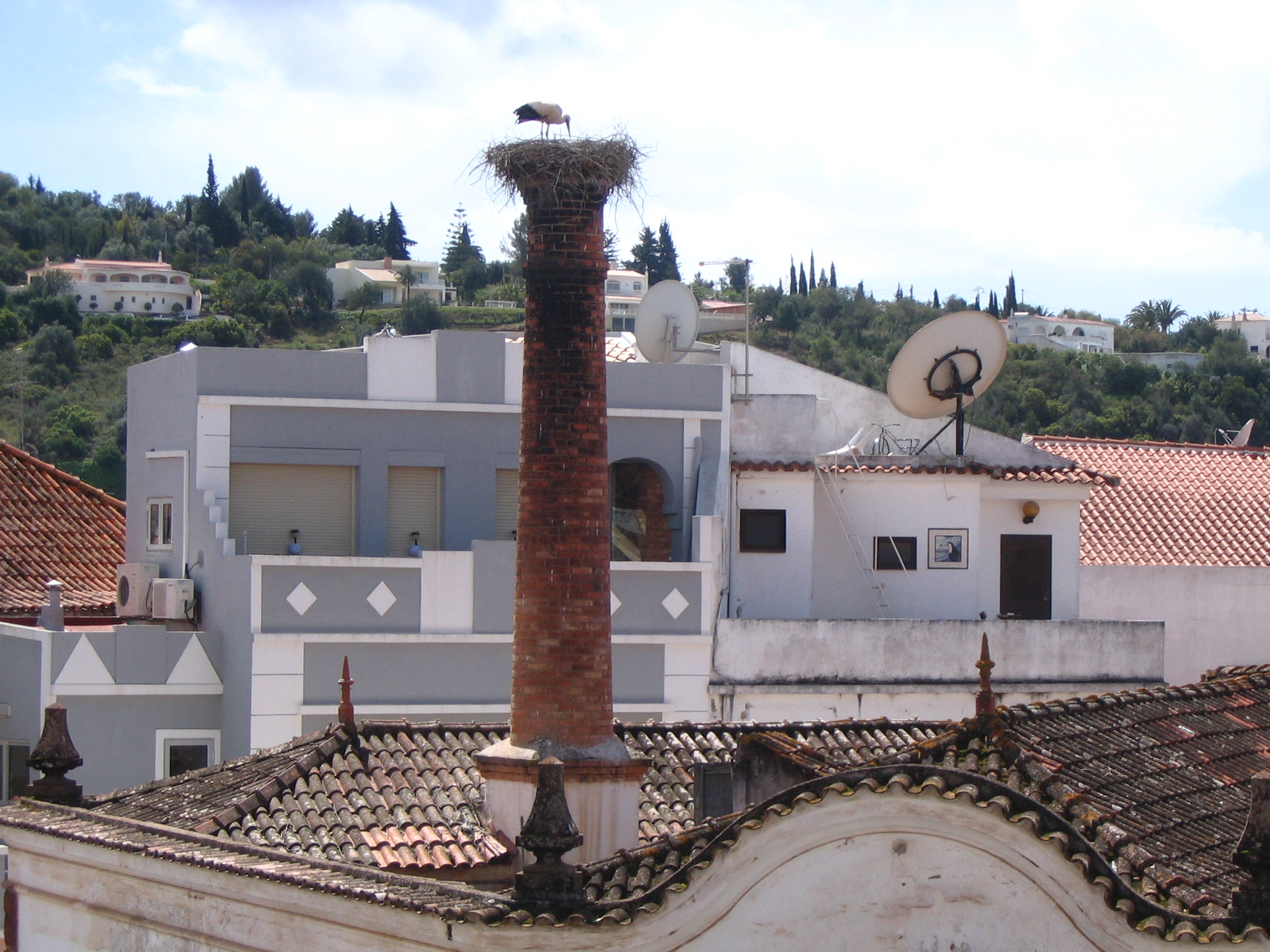
Cigogne sur un toit de cheminée

## Environnement
La présence de plusieurs couples de cigognes nichant sur les cheminées de la ville est conditionnée par le maintien des zones humides des embouchures des fleuves Odelouca et Arade.
Pour son respect de l'environnement, l'amélioration du cadre de vie de ses habitants, la ville a obtenu le label Cittaslow.
Les champs alentour sont plantés de nombreux oliviers et figuiers.

## Personnalités liées à la commune
- Maria Keil, était une artiste portugaise (1914-2012).